# Cameron Mathison
Cameron Arthur Mathison (Sarnia, 25 agosto 1969) è un attore canadese, meglio conosciuto per il suo ruolo di Ryan Lavery in La valle dei pini e di Drew Cain in General Hospital.

## Biografia
Cameron Arthur Mathison è nato il 25 agosto 1969 a Sarnia. Cameron è il più giovane dei due figli; suo fratello maggiore si chiama Scott. In giovane età, gli è stata diagnosticata la malattia di Legg-Calvé-Perthes, e ha trascorso quasi quattro anni con delle protezioni speciali sulle gambe.
Cameron ha frequentato la Thornlea Secondary School a Thornhill e la McGill University di Montréal, dove si è laureato nel 1993 con una laurea in ingegneria civile. Dopo la laurea presso la McGill, Mathison ha iniziato a lavorare come modello e ha iniziato a recitare in spot pubblicitari in Canada, Stati Uniti ed Europa. Successivamente ha iniziato a prendere lezioni di recitazione e ha iniziato la sua carriera di attore a Toronto. Cameron è apparso in innumerevoli soap opera e serie televisive come All My Children, CSI - Scena del crimine, JAG - Avvocati in divisa, Hope & Faith, Desperate Housewives e General Hospital.

## Vita privata
È sposato dal 2002 con Vanessa Arevalo, da cui ha avuto due figli: Lucas Arthur nato nel 2003 e Leila nata nel 2006.

## Filmografia parziale
- Any Mother's Son, regia di David Burton Morris – film TV (1997)
- F/X (F/X: The Series) – serie TV, un episodio (1997)
- The Defenders: Choice of Evils (1998)
- La valle dei pini (All My Children) – serie TV, 1112 (1998-2011)
- Washed Up (2000)
- Longshot (2001)
- The Drew Carey Show – serie TV, un episodio (2002)
- The Job – serie TV, un episodio (2002)
- See Jane Date, regia di Robert Berlinger (2003)
- Le cose che amo di te (What I Like About You) – serie TV, un episodio (2003)
- JAG - Avvocati in divisa (JAG) – serie TV, un episodio (2003)
- CSI - Scena del crimine (CSI: Crime Scene Investigation) – serie TV, un episodio (2003)
- Hope & Faith – serie TV, 3 episodi (2004)
- Castle - serie TV, episodio 3x18 (2011)
- Drop Dead Diva – serie TV, un episodio (2012)
- Desperate Housewives – serie TV, un episodio (2012)
- Hot in Cleveland – serie TV, un episodio (2013)
- The Exes – serie TV, un episodio (2014)
- Una tata sotto copertura (2014)
- Il Natale dei miei ricordi (A Christmas to Remember), regia di David Weaver (2016)
- L'amore davvero, regia di L. Friedlander (2018)
- Un Natale di cuore (Kindhearted Christmas), regia di Alysse Leite-Rogers (2021)
- General Hospital – serie TV, 328 episodi (2021-2024)

## Doppiatori italiani
Nelle versioni in italiano delle opere in cui ha recitato, Cameron Mathison è stato doppiato da:
- Edoardo Nordio in Le cose che amo di te
- Alberto Bognanni in Desperate Housewives
- Giorgio Borghetti in Holidaze - Il Ringraziamento con i miei
- Paolo Sesana in L'altra madre
- Vittorio Guerrieri ne Il Natale dei miei ricordi
- Giorgio Bonino in Dolci e delitti
- Daniele Barcaroli in Di ritorno per Natale